# Vrbecké muzeum
Vrbecké muzeum je soukromé muzeum v obci Hrubá Vrbka v domě č. 38. Dům původně patřil židovské rodině Reichsfeldů. V roce 1943 během holocaustu zahynuli rodiče a dcera v koncentračním táboře v Osvětimi. Přežili synové Vilém a Josef, kteří se ve Spojeném království přidali k československé armádě a podíleli se na osvobozování Plzně v roce 1945. Po komunistickém převratu odešlí do emigrace a dům byl znárodněn. Do poloviny 70. let zde byly kanceláře zemědělského družstva. Po roce 1989 byl v restituci navrácen majitelům a byla v něm zřízena stolařská dílna.
V roce 2014 jej koupil Stanislav Prášek, starosta obce v letech 2006–2014. Během života sbíral předměty lidové kultury. V červenci 2020 zde v pěti místnostech otevřel muzeum s předměty denní potřeby domácnosti přelomu 19. a 20. století, jako jsou nábytek, obrazy, kroje, kachlová kamna či tkalcovský stav. Jsou zde upomínky na vrbecké vojáky první světové války a na některé osobnosti obce (primáš Jožka Kubík, profesoři Dušan Holý a Luboš Holý, zpěvák Martin Hrbáč a biskup Gorazd). Součástí muzea je Galerie U hrantu. 

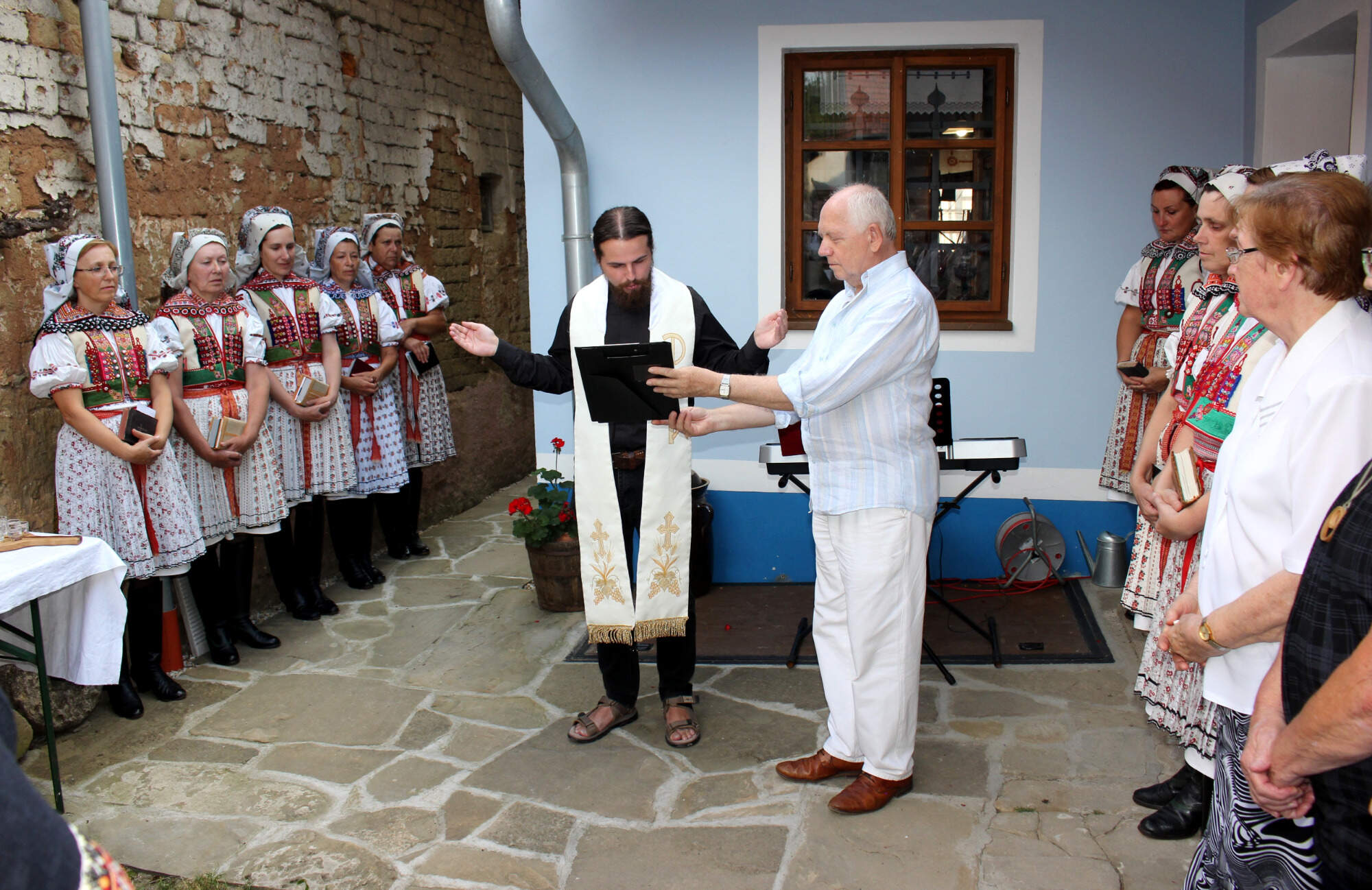
R.D. Mgr. Filip Gorazd Martinek žehná výstavě o lidové zbožnosti
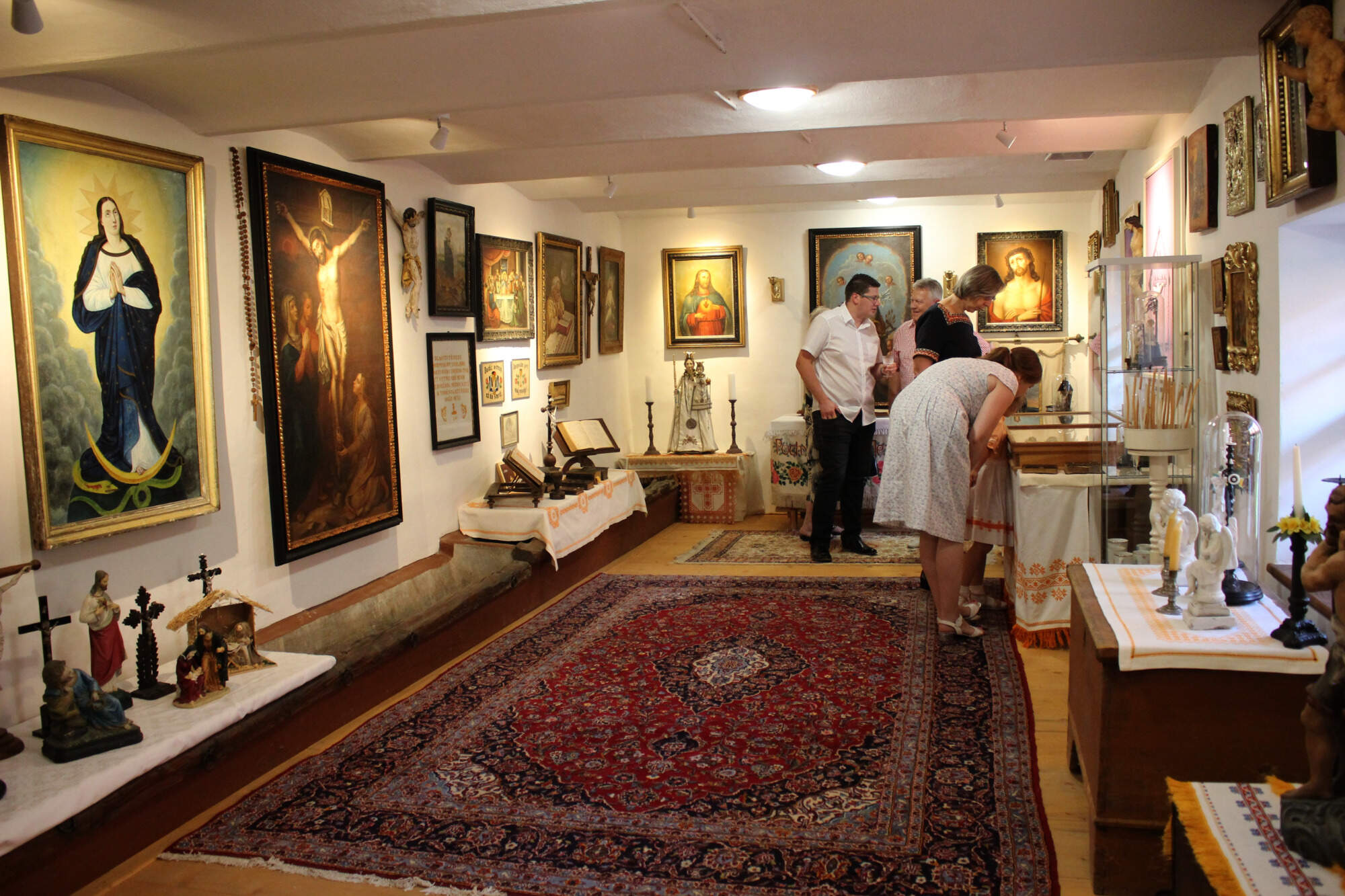
Výstava o lidové zbožnosti